# Bàybars I
Al-Màlik adh-Dhàhir Rukn-ad-Din Bàybars al-Bunduqdarí as-Salihí (àrab: الملك الظاهر ركن الدين بيبرس البندقداري الصالحي, al-Malik aẓ-Ẓāhir Rukn ad-Dīn Baybars al-Bunduqdārī aṣ-Ṣāliḥī), més conegut simplement com a adh-Dhàhir Bàybars o com Bàybars I (nord de la mar negra, 1223-Damasc, Síria, 1 de juliol de 1277), fou soldà mameluc bahrita o kiptxak del Caire (1260-1277). És de vegades sobrenomenat el Ballester.

## Biografia
Nascut en una tribu nòmada kiptxak del mar negre, fou fet esclau i el seu primer amo fou Aydakín Bunduqdar (per això la seva nisba al-Bunduqdarí).
S'allistà en el regiment bahriyya del sultà aiúbida as-Sàlih Ayyub (1240-1249); El 1239 va acompanyar en el seu captiveri al seu nou amo, as-Sàlih, empresonat a Kerak. Alliberat aviat, al cap d'uns mesos apareix lluitant a Síria per compte del sultà d'Egipte a la batalla de la Forbie el 1244. Va arribar a exercir un alt comandament dirigint l'exèrcit a la batalla de Mansura i a la victòria decisiva de la batalla de Fariskur contra el rei Lluís IX de França durant la Setena Croada. Fou llavors quan va instigar l'assassinat del sultà aiúbida Turan-Xah ibn as-Sàlih Ayyub (1249-1250). El va succeir Al-Àixraf II (1250-1254) nominalment, però a la pràctica el govern era del mameluc Aybak. Va haver de fugir amb els seus companys de regiment en 1253, servint com a mercenari per a diversos prínceps aiúbides.
El 1259 va pujar al tron d'Egipte el mameluc Al-Mudhàffar Qútuz, i el 1260 les forces mongoles es van combinar amb les dels seus vassalls cristians a la regió del Regne Armeni de Cilícia liderat per Hethum I i els francs de Bohemon VI d'Antioquia, Al-Mudhàffar Qútuz rebutjava una defensa conjunta contra els mongols amb l'emir aiúbida de Damasc an-Nàssir Yússuf ibn al-Aziz i Bàybars conspirava per enderrocar an-Nàssir Yússuf. Quan la conspiració fou descoberta, Bàybars es dirigí amb el seu exèrcit a Gaza.
Després de retirar-se de Síria, Al-Mudhàffar Qútuz va negociar a Acre amb els francs del Regne de Jerusalem per lluitar contra els mongols, i els francs van adoptar una posició passiva de neutralitat, permetent als mamelucs travessar territori croat, amb una força considerable per derrotar a l'exèrcit mongol el 3 de setembre de 1260 en la batalla d'Ayn Jalut a Galilea, on Bàybars va combatre a l'avantguarda, una victòria de rellevància històrica no només per a la regió, sinó també perquè era la primera vegada que una exèrcit mongol patia una derrota important, Poc després Qútuz fou assassinat a la seva tenda per un grup d'oficials entre els quals Bàybars, que fou proclamat sultà.

### Sultà mameluc
Les seves primeres decisions foren reforçar les fortaleses que havien estat devastades pels mongols; va reforçar els arsenals i la flota. Va crear un servei postal regular (dues vegades per setmana) per rebre informacions ràpides. Als aiúbides els va arrabassar la ciutat de Shawbak. També va combatre els francs al territori del principat d'Antioquia. El 1262 el va passar al Caire; el 1263 va atacar Sant Joan d'Acre i després va annexionar el principat aiúbida de Kerak. El 1264 va annexionar el principat d'Homs on el príncep aiúbida havia mort feia poc sense deixar hereu.
El 1265 va reunir un fort exèrcit amb el que va sortir del Caire (25 de gener de 1265) i va estar en campanya contra el regne de Jerusalem fins al 1271 conquerint diverses places fortes: Cesarea Marítima, Athlith, Haifa i Arsuf (1265), Safad conquerida després d'un dur setge (1266); Jaffa, el castell de Beaufort i Antioquia de l'Orontes (1268). Es va fer llavors un tractat amb el rei de la Petita Armènia que va haver de cedir territoris. El 1269 va fer el pelegrinatge a la Meca, però el 4 de setembre de 1269 va salpar de Barcelona la Croada de Jaume I amb un estol de 30 naus grosses i algunes galeres, amb vuit-cents homes escollits, almogàvers, templers, hospitalers i els fills naturals del rei Ferran Sanxis de Castre i Pere I Ferrandis d'Híxar, un exèrcit total de 2.500 homes. L'empresa va ser un fracàs total, ja que una tempesta va obligar la malmesa galera reial a refugiar-se a Aigües Mortes, prop de Montpeller, on el rei va desembarcar i va tornar per terra a Catalunya, mentre que només 11 naus van aconseguir arribar finalment a Sant Joan d'Acre dirigides per Sanxis de Castre i Ferrandis. L'arribada dels reforços cristians va ser resposta pel soldà amb un atac sobre Acre que va causar moltes baixes en els croats.
El 1270 va imposar tribut al senyor de les fortaleses ismaïlites. En la part final de l'ofensiva, Safitha, el Krak dels Cavallers, i Akkar al-Atiqa foren conquerides el 1271.

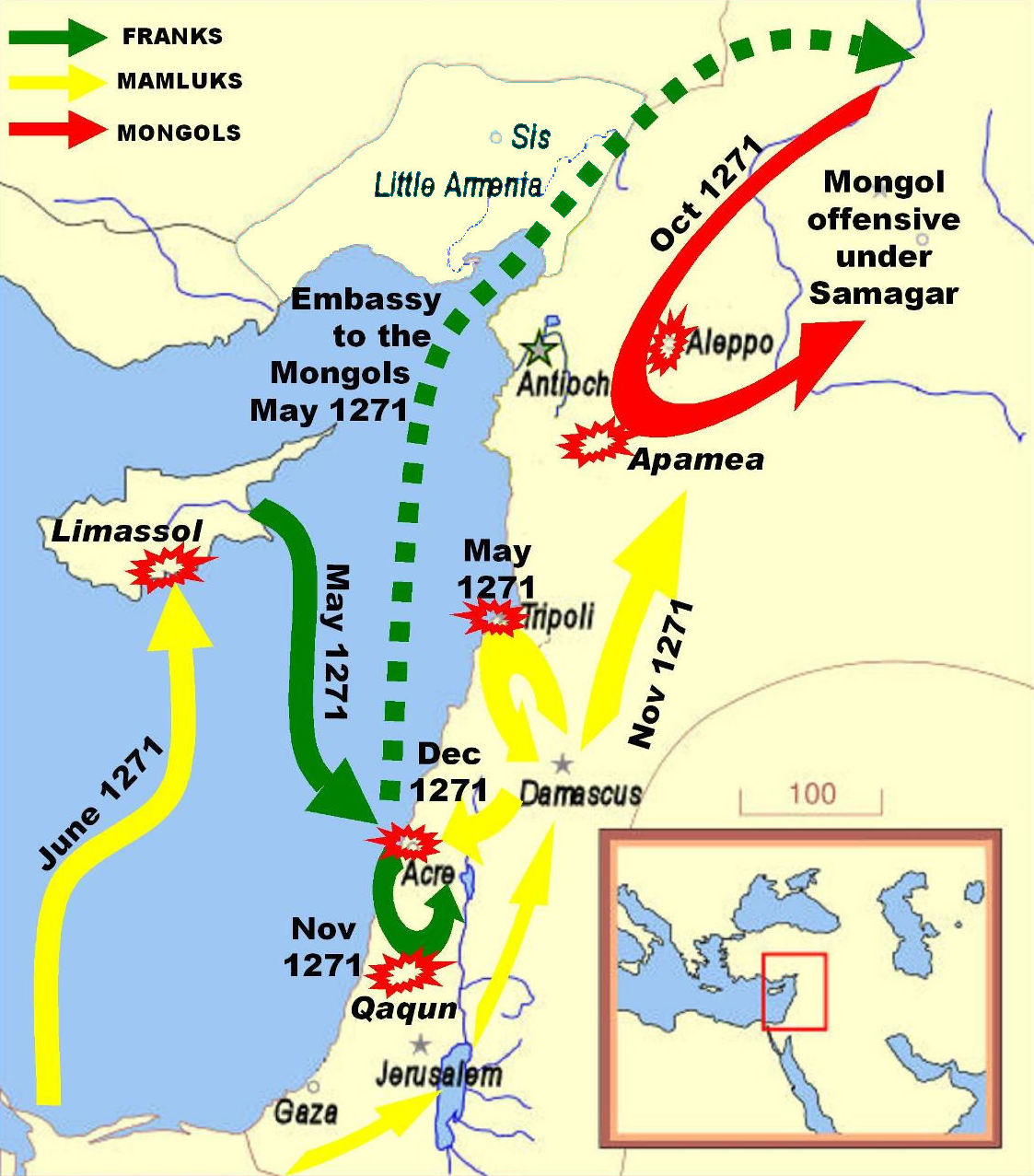
Moviments militars durant la Novena Croada

En 1271 es va enfrontar a Eduard d'Anglaterra, Carles I d'Anjou, Abaqa, Hug III de Xipre i Bohemon VI d'Antioquia, que van refer l'Aliança francomongola, en la Novena Croada. El 1272 Bàybars es va dedicar a una inspecció general de Síria i el 1272 ell mateix va derrotar els atacs de l'ilkanat a les fortaleses d'al-Rahba mentre Fakhr al-Din al Himsi i Ala al-Din al-Hajj van derrotar-los a al-Bira i una treva es va establir amb els francs.
El 1272 el rei David de Makuria va atacar Aydhab, en territori egipci i això va provocar la resposta mameluca. El 1274 Bàybars va enviar un exèrcit a Núbia i després de la batalla de Dongola va conquerir Dongola, d'on va fugir el rei cristià David. Bàybars va instal·lar Shakanda, nebot de Murtashkar, el rei deposat en 1268, que fou coronat en 1276 fent-se vassall dels mamelucs i concedint al soldà la província d'al-Maris.
El 1275 va ocupar Sis i Ayas a la Petita Armènia i va fer una expedició a Núbia dirigida pels seus lloctinents.
Baybars va sortir d'el Caire el 25 de febrer de 1277 i passant per Damasc i Alep es va dirigir cap a Anatòlia derrotant els seljúcides, mongols, perses i croats a la batalla d'Elbistan entrant a Kayseri (Cesarea), la capital dels seljúcides i temporalment dominà els Soldanat de Rum, malgrat això no aconseguí suficient suport local i davant la possibilitat de l'atac d'un nou exèrcit mongol estant tan lluny de les seves bases i línia de subministrament i hagué de retornar a Síria i l'Ilkanat tornà a assumir el control del Soldanat de Rum.
Va morir a Damasc el 1277 després de fer 38 campanyes a Síria i combatre 9 vegades als mongols sempre (menys la darrera vegada) per iniciativa mongola, i cinc vegades amb la Petita Armènia. Contra els ismaïlites va fer tres campanyes i als francs els va derrotar 21 vegades. En el seu actiu hi ha també haver acollit a un abbàssida i establir el califat al Caire, el que li va donar la sobirania sobre el Hijaz i les viles santes.